# Anthracoscorpio
Genre
Anthracoscorpio est un genre fossile de scorpions de la famille des Anthracoscorpionidae.

## Répartition
Les espèces de ce genre ont été découvertes en Tchéquie et au Royaume-Uni. Elles datent du Carbonifère.

## Liste des espèces
Selon World Spider Catalog 20.5 :
- † Anthracoscorpio dunlopi Pocock, 1911
- † Anthracoscorpio juvenis Kušta, 1889

## Publication originale
- (cs) Jan Kušta, « O nových arachnidech z karbonu Rakovnického ([À propos des nouveaux arachnides du Carbonifère de Rakovnický]) », Sitzungsberichte der Königlich Böhmischen Gesellschaft der Wissenschaften, Mathematisch-Naturwissenschaftliche Klasse, 1889, vol. 1888, p. 194–208 (lire en ligne).